# Lipany
Lipany es un municipio del distrito de Sabinov en la región de Prešov, Eslovaquia, con una población estimada a final del año 2024 de 6450 habitantes.
Se encuentra ubicado en el centro-oeste de la región, en el valle del río Torysa (cuenca hidrográfica del río Tisza).

## Demografía
| Año        | 1994 | 2004    | 2014    | 2024    |
| ---------- | ---- | ------- | ------- | ------- |
| Población  | 5800 | 6302    | 6422    | 6450    |
| Diferencia |      | +8,65 % | +1,90 % | +0,43 % |

| Año        | 2023 | 2024    |
| ---------- | ---- | ------- |
| Población  | 6451 | 6450    |
| Diferencia |      | −0,01 % |